# St. Martin (Watzenborn-Steinberg)

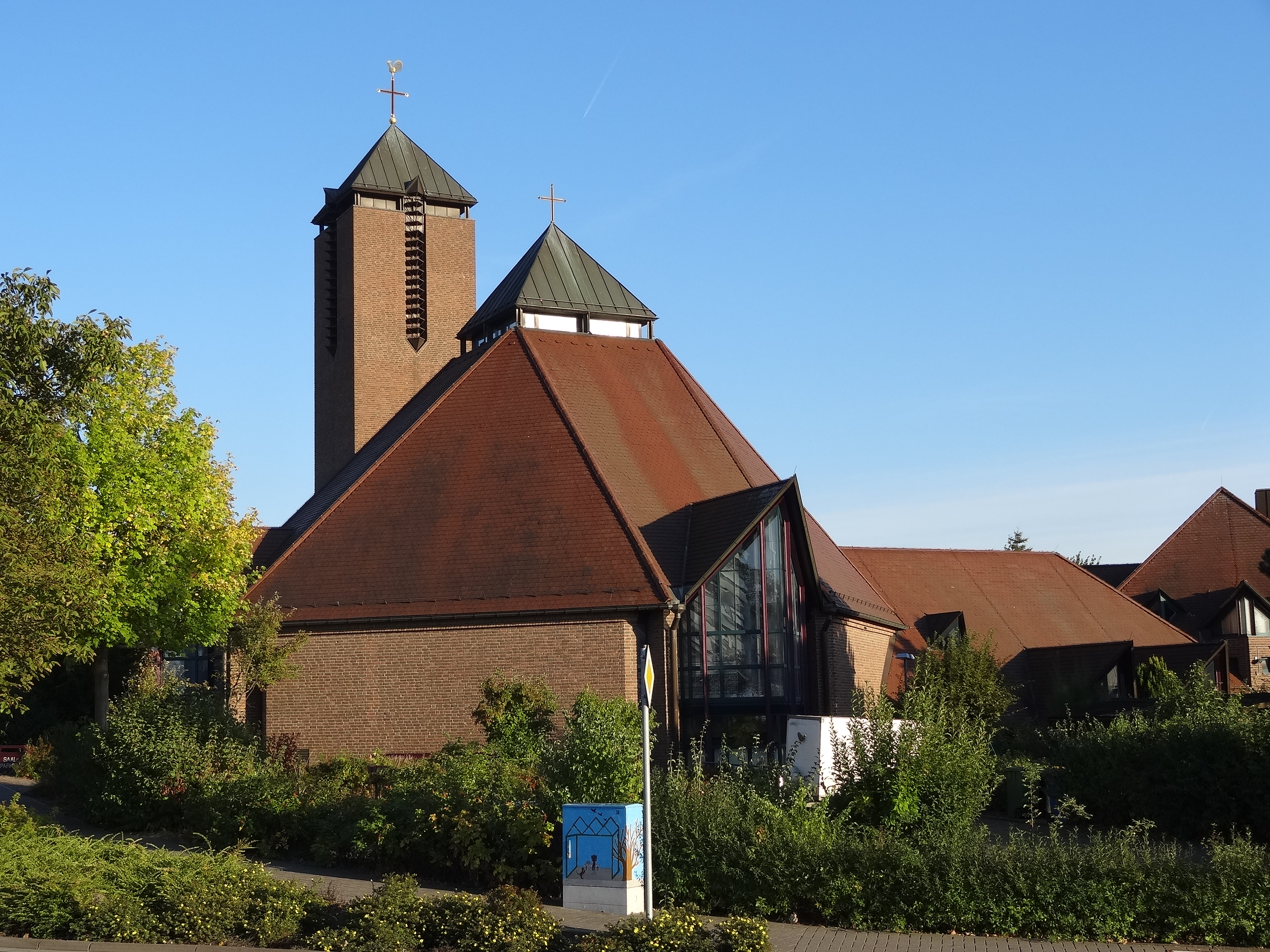
Die Kirche St. Martin in Watzenborn-Steinberg

St. Martin ist eine römisch-katholische Kirche im Pohlheimer Ortsteil Watzenborn-Steinberg im Landkreis Gießen (Hessen). Sie dient der gleichnamigen Pfarrei als zentrales Gotteshaus. Kirchenpatron und Namensgeber der Pfarrei ist seit 1985 der Heilige Martin von Tours (Sankt Martin).

## Geschichte der Kirche und Gemeinde
Die Geschichte der Kirche in Pohlheim beginnt ungefähr im 13. Jahrhundert, da der erste Kirchenbau in Watzenborn-Steinberg, die Alte Kirche, ihren Vorgängerbau in dieser Zeit zu verzeichnen hat. Bis zum Bekenntniswechsel zum evangelischen Glauben im Jahr 1561 im Zuge der Reformation diente die Alte Kirche als Gotteshaus für die katholischen Gläubigen in Watzenborn-Steinberg und Umgebung. Nach jenem Bekenntniswechsel wurde die Praktizierung katholische Glauben faktisch unmöglich gemacht, weswegen bis zur Gründung der katholischen Gemeinde in Pohlheim im Jahre 1977 kein organisiertes katholisches Gemeindeleben stattfand.
Nach dem Zweiten Weltkrieg siedelten sich viele katholische Vertriebene aus dem Sudetenland und anderen Ostgebieten in Mittelhessen und so auch in den verschiedenen Stadtteilen Pohlheims an, was einen enormen Anstieg katholischer Gläubiger in der Region bedeutete. Fanden zunächst katholische Gottesdienste in den evangelischen Kirchen der Pohlheimer Stadtteile statt, so wurde gleichzeitig der Wunsch einer eigenen, katholischen Kirche und Gemeinde groß. Zunächst wurden die Gläubigen jedoch auf die umliegenden Kirchengemeinden verteilt:
- Watzenborn-Steinberg wurde betreut vom Pfarrer in Linden,
- Hausen und Garbenteich von der Pfarrei St. Bonifatius in Gießen,
- Dorf-Güll von der Pfarrei in Lich,
- Grüningen von der Pfarrei Langgöns,
- Holzheim von der Pfarrei Gambach.

1955 konnten die Watzenborn-Steinberger Katholiken die Alte Kirche für 30.000 DM erwerben, womit eine umfassende Umgestaltung einher ging (s. Kapitel "Geschichte" der Alten Kirche). Am 29. November 1959 wurde sie durch den Mainzer Bischof Albert Stohr zu Ehren Johannes des Täufers geweiht. Zuvor wurde – ebenfalls im Jahr durch Bischof Stohr – die Kirche St. Hedwig in Hausen geweiht. Ein Jahr später folgte die Weihe der Kirche St. Matthäus in Holzheim. Die drei gebauten und erworbenen Kirchen in den einzelnen Stadtteilen waren zunächst nur Filialen der oben beschrieben Gemeinden. Nachdem sich die sechs Gemeinden Watzenborn-Steinberg, Garbenteich, Hausen, Grüningen, Dorf-Güll und Holzheim im Zuge der Gebietsreform in Hessen am 31. Dezember 1970 zur Gemeinde und späteren Stadt Pohlheim zusammengeschlossen hatten, wurde der Wunsch und die Gleichzeitige Notwendigkeit einer katholischen Pfarrei für die Stadt Pohlheim immer präsenter. Dies mündete in der Gründung der katholischen Kirchengemeinde Pohlheim am 1. September 1977. Erster Pfarrer der neugegründeten Gemeinde wurde Pfarrer Wolfgang Grabosch aus Lang-Göns, welcher im Jahre 1980 von Pfarrer Franz Sachs abgelöst wurde. Bereits im Jahre 1984 wurde der Grundstein des heutigen Pfarreienverbundes "Am Limes" gelegt, als aus den Pfarreien Großen-Linden, Lang-Göns und Pohlheim der Pfarrverbund gegründet wurde. 1985 erhielt die Gemeinde den Namen und das Patrozinium von St. Martin. Erst 1988 fand die erste Fronleichnamsprozession auf Pohlheimer Stadtgebiet seit der Reformation statt. Ende 1986 wurde dann das Gelände im Pohlheimer Ortsteil Watzenborn-Steinberg an der Ecke Konrad-Adenauer-Straße/Kurt-Schumacher-Straße erworben, im September 1989 erfolgte der erste Spatenstich, das Richtfest folgte im September 1991. Anfang 1991 wurde beschlossen, dass die Hausener Kirche St. Hedwig und die Alte Kirche in Watzenborn-Steinberg verkauft werden sollen. Am 20. Oktober 1991 wurde die nun fertiggestellte Kirche St. Martin durch Bischof Karl Lehmann geweiht.

## Architektur
Die Kirche befindet sich in einem Baukomplex mit dem Pfarrhaus nebst Pfarrbüro, einem Zwischengebäude mit Sakristei und dem Pfarrsaal und Gruppenräumen im Untergeschoss unter der Kirche. Sie hat 220 Sitzplätze, eine angegliederte Kapelle mit bis zu 45 Sitzplätzen und einen 25 Meter hohen Glockenturm.
Die Kirche selbst ist ein Zentralbau aus Ziegelmauerwerk, einem offenen Dachstuhl und einem zeltartigen, ziegelgedeckten Dach, die angegliederte Kapelle ist mit einem Faltdach versehen. Der Glockenturm, ebenfalls aus Ziegelmauerwerk, hat ein Pyramidendach. Drei der fünf Glocken in der Glockenstube stammen aus der Alten Kirche (St. Johannes der Täufer), die beiden anderen wurden in der Glocken- und Kunstgießerei Rincker gegossen.

## Orgel
Seit 2002 besitzt die Kirche eine Orgel der Firma Förster & Nicolaus aus Lich. Die Orgel hat zwei Manuale, 24 Register und mechanische Spiel- und Registertrakturen. Die gesamte Orgel steht im Schwellkasten mit Ausnahme der Pfeifen C-c² des Prinzipal 8', die im Prospekt stehen.

## Galerie

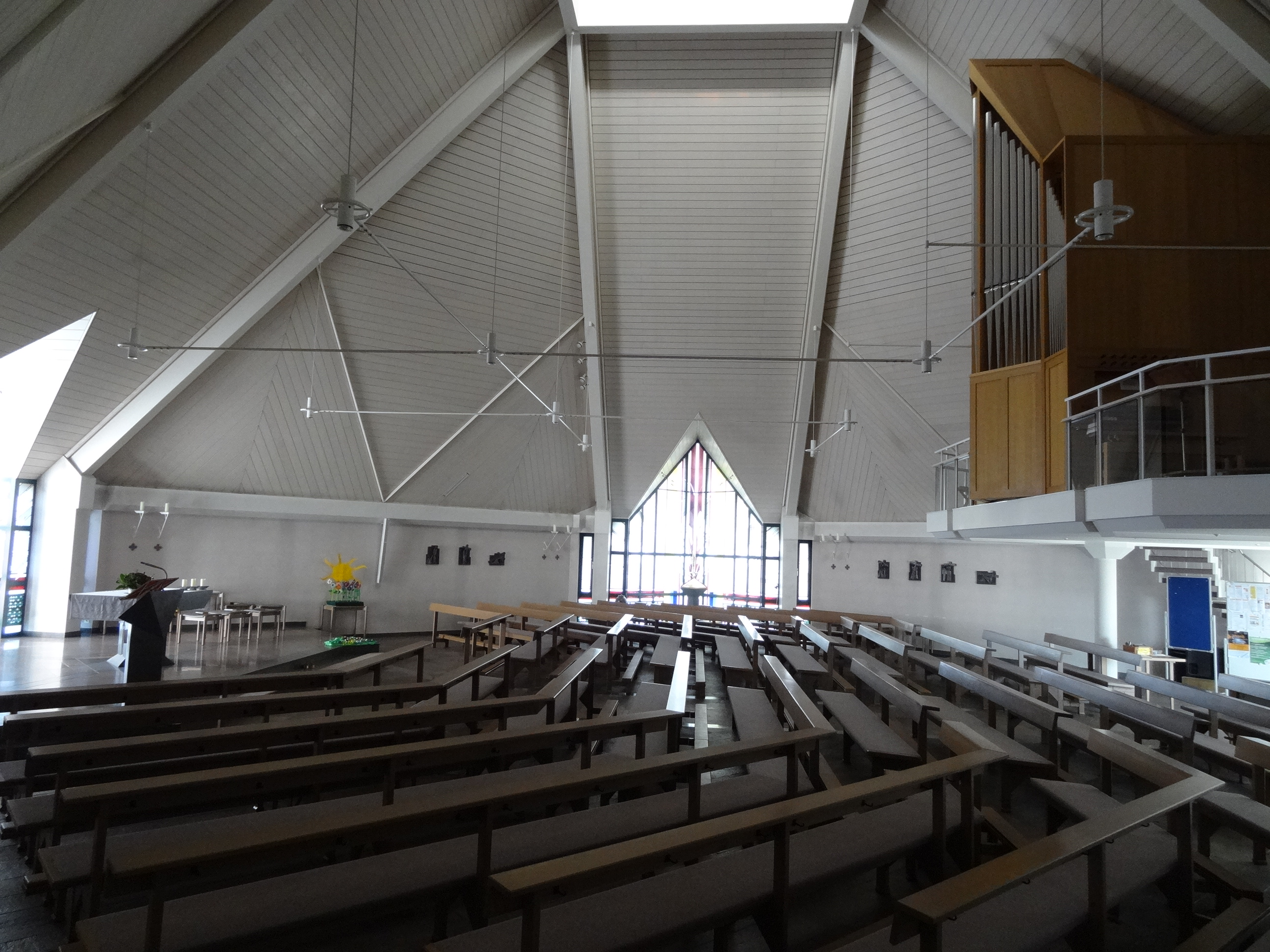
Innenansicht mit Blick nach Norden
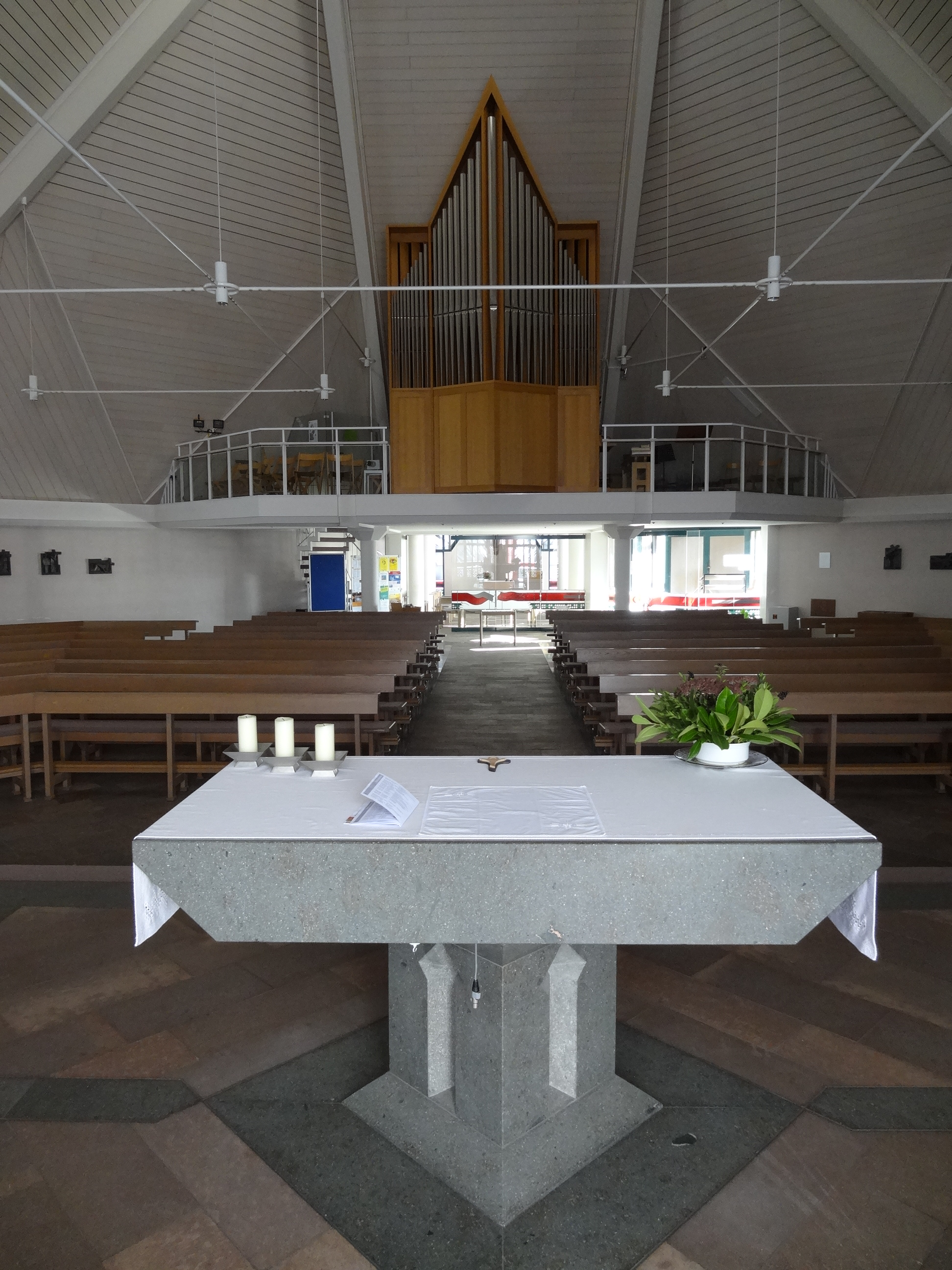
Innenansicht mit Blick nach Osten zur Orgel und Kapelle
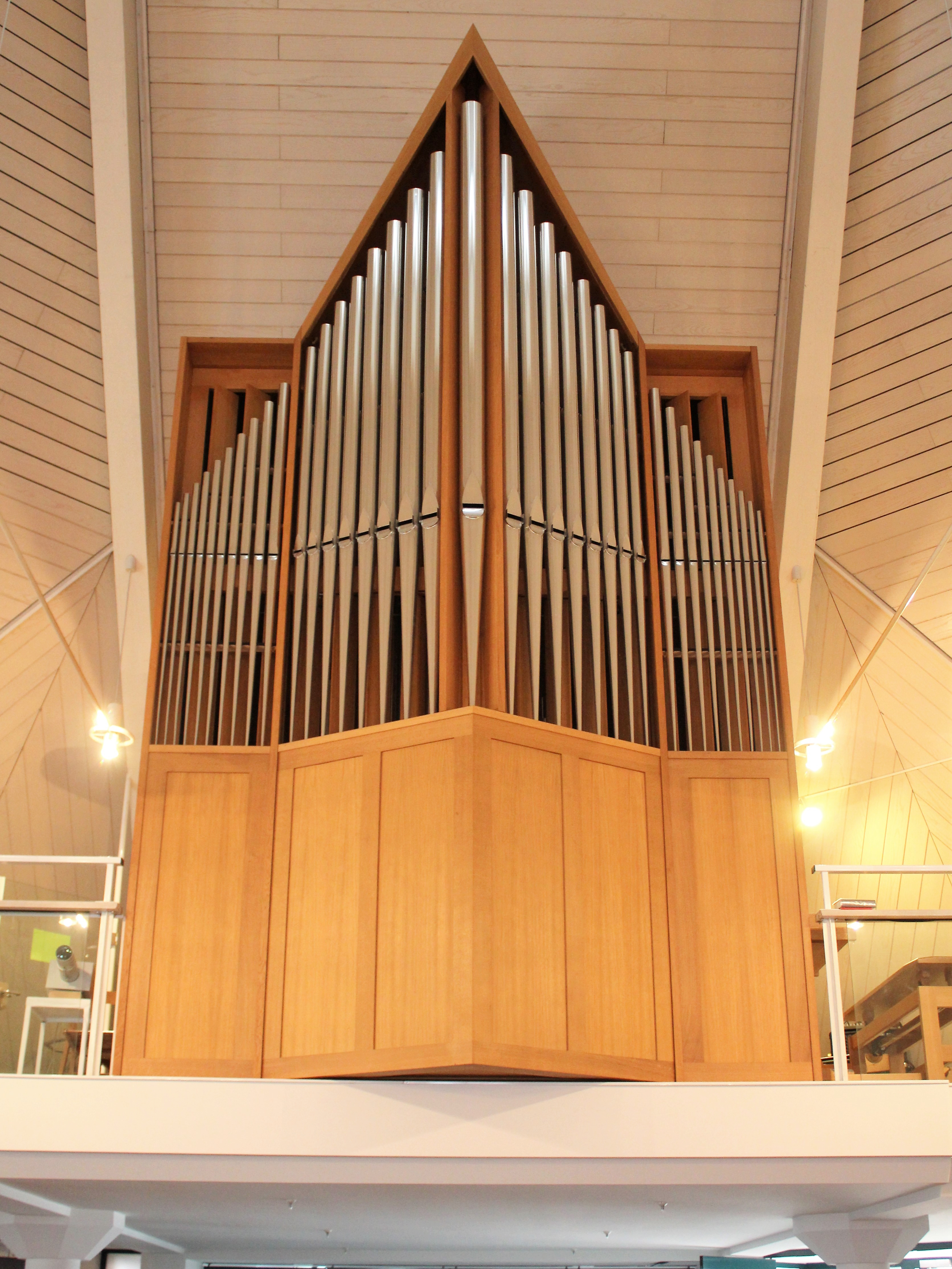
Orgel von St. Martin
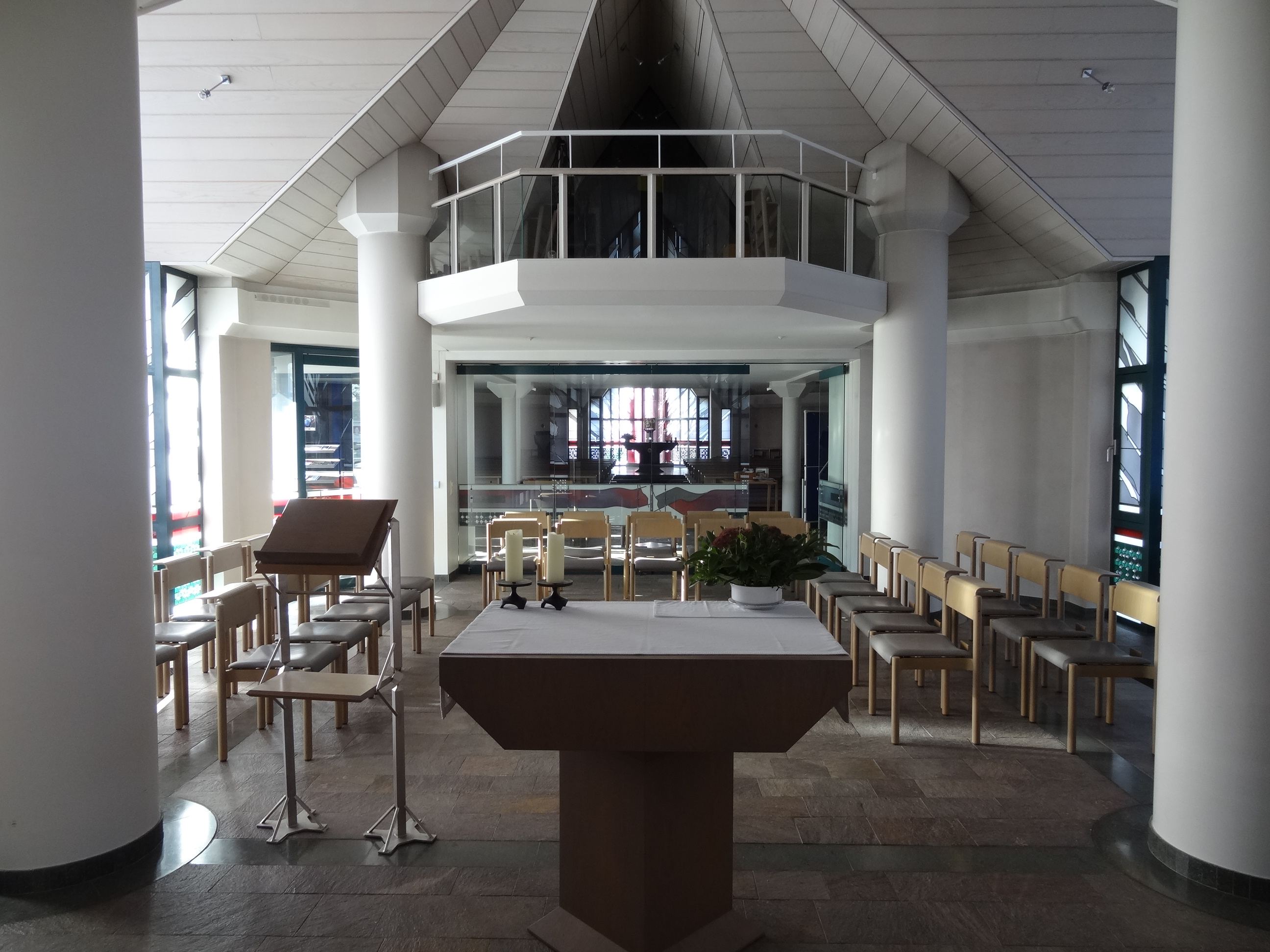
Kapelle
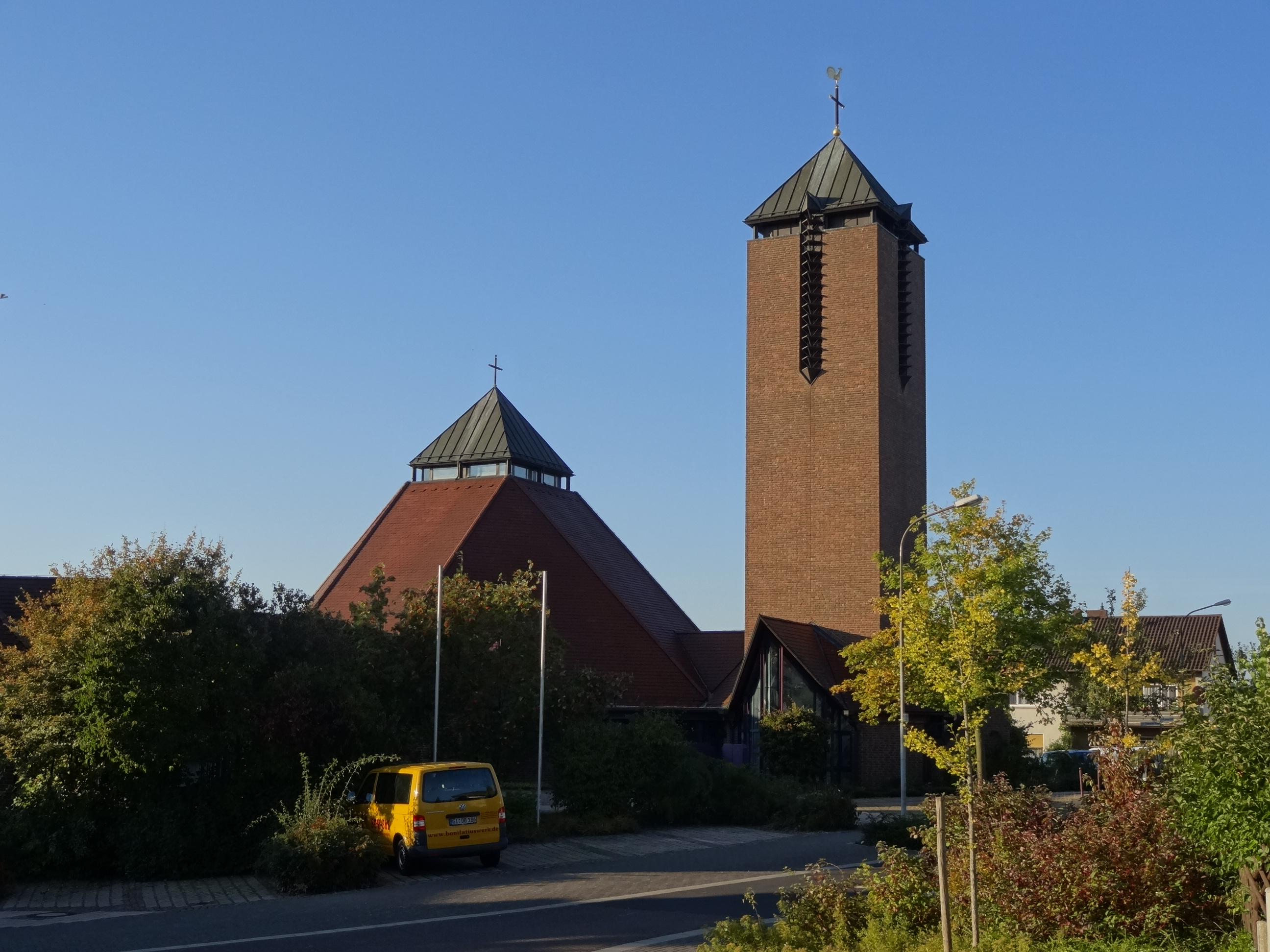
Pfarrhaus und Kirche mit Blick nach Norden

## Belege
1. 1 2 3 4  Geborgenheit im »Zelt Gottes«. 29. März 2019, abgerufen am 12. Februar 2024.
2. ↑  St. Matthäus in Holzheim feiert 50-jähriges Jubiläum. 4. April 2019, abgerufen am 15. März 2024.
3. ↑  Zusammenschluss von Gemeinden zur Gemeinde „Pohlheim“, Landkreis Gießen vom 6. Januar 1971. In: Der Hessische Minister des Inneren (Hrsg.): Staatsanzeiger für das Land Hessen. Nr. 4, 1971, S. 140 (hessen.de [PDF]).
4. ↑  Homepage der Pfarrgruppe Am Limes. Abgerufen am 15. März 2024.
5. ↑  Geborgenheit im »Zelt Gottes«. 29. März 2019, abgerufen am 5. August 2024.
6. ↑  Pohlheim/Watzenborn-Steinberg, Martinskirche organindex.de, abgerufen am 12. Februar 2024

Koordinaten: 50° 32′ 10,8″ N, 8° 43′ 23,1″ O